# Maria Håkansson
Carina Maria Håkansson, född 18 mars 1970, är en svensk diplomat. Sedan 2021 är hon Sveriges ambassadör i Kampala.
Innan hon tillträdde som ambassadör i Uganda tjänstgjorde hon vid Afrika-enheten på Utrikesdepartementet, och var från 2016 även ambassadör i Kongo-Kinshasa. Hon har dessutom tjänstgjort vid Sveriges ambassader i Kinshasa, Kigali och Helsingfors, samt vid Sveriges FN-representation och vid Statsrådsberedningen EU-kansli.
Som ambassadör i Kampala täcker hon även Centralafrikanska republiken och Tchad. Hon ersatte den tidigare ambassadören Per Lindgärde.